# John Howshall
John Henry Howshall (12 tháng 7 năm 1912 - 1962) là một cầu thủ bóng đá người Anh thi đấu ở Football League cho Accrington Stanley, Bristol Rovers, Carlisle United, Chesterfield, Southport và Stoke City.

## Sự nghiệp
Howshall sinh ra ở Stoke-on-Trent và thi đấu bóng đá nghiệp dư cho Dresden Juniors, Longton Juniors và Dresden United trước khi gia nhập Stoke City năm 1933. Ông có 1 trận thi đấu cho Stoke mùa giải 1932-33 là trận hòa 1-1 với Wolverhampton Wanderers ngày 30 tháng 9 năm 1933. Ông bị giải phóng hợp đồng cuối mùa giải và thi đấu cho đội bóng Football League Third Division Chesterfield, Southport, Bristol Rovers, Accrington Stanley và Carlisle United trước khi kết thúc sự nghiệp với đội bóng non-league Northwich Victoria và Wigan Athletic.

## Thống kê sự nghiệp
Nguồn:
| Câu lạc bộ          | Mùa giải            | Giải quốc nội        | Giải quốc nội | Giải quốc nội | Cúp FA  | Cúp FA    | 3rd Div. Cup | 3rd Div. Cup | Tổng    | Tổng      |
| Câu lạc bộ          | Mùa giải            | Hạng đấu             | Số trận       | Bàn thắng     | Số trận | Bàn thắng | Số trận      | Bàn thắng    | Số trận | Bàn thắng |
| ------------------- | ------------------- | -------------------- | ------------- | ------------- | ------- | --------- | ------------ | ------------ | ------- | --------- |
| Stoke City          | 1932-33             | First Division       | 1             | 0             | 0       | 0         | 0            | 0            | 1       | 0         |
| Chesterfield        | 1934-35             | Third Division North | 25            | 0             | 1       | 0         | 1            | 0            | 27      | 0         |
| Southport           | 1935-36             | Third Division North | 35            | 0             | 1       | 0         | 3            | 0            | 39      | 0         |
| Southport           | 1936-37             | Third Division North | 16            | 0             | 2       | 0         | 4            | 0            | 22      | 0         |
| Bristol Rovers      | 1937-38             | Third Division South | 21            | 0             | 0       | 0         | 0            | 0            | 21      | 0         |
| Accrington Stanley  | 1938-39             | Third Division North | 8             | 0             | 0       | 0         | 0            | 0            | 8       | 0         |
| Carlisle United     | 1938-39             | Third Division North | 32            | 0             | 1       | 0         | 2            | 0            | 35      | 0         |
| Tổng cộng sự nghiệp | Tổng cộng sự nghiệp | Tổng cộng sự nghiệp  | 140           | 0             | 5       | 0         | 11           | 0            | 154     | 0         |